# Harald Sioli
Harald Sioli (* 25. August 1910 in Köthen; † 14. Oktober 2004 in Plön) war ein deutscher Biologe und Limnologe. Er gilt als Begründer der Amazonas-Ökologie. Von 1957 bis zu seiner Emeritierung im Jahr 1974 war er Direktor am Max-Planck-Institut für Limnologie (bis 1966 „Hydrobiologische Anstalt“, heute MPI für Evolutionsbiologie). Mit 150 Publikationen in wissenschaftlichen Zeitschriften und dem 1984 herausgegebenen Buch The Amazon: Limnology and Landscape Ecology of a Mighty Tropical River and its Basin hat er einen nachhaltigen Beitrag zur Tropenökologie insgesamt geliefert.

## Leben und Werk
Sioli ging im Jahr 1934 nach Brasilien, um dort im trockenen Nordosten des Landes ökophysiologische Studien an Kröten zu betreiben. Zur Zeit des Zweiten Weltkrieges wurde er interniert. 1945 begann er mit den ersten limnologischen Arbeiten in Amazonien. Er erarbeitete anhand der auch von der lokalen Bevölkerung benutzten Begriffe „Weißwasser“, „Schwarzwasser“ und „Klarwasser“ ein wissenschaftliches Klassifikationssystem für die Amazonasflüsse und arbeitete über den Zusammenhang zwischen Wasserqualität und Bodenchemie.
Aus der Nährstoffarmut vieler Amazonasflüsse schloss er auf die Nährstoffarmut der Böden in den Einzugsgebieten und widersprach damit der öffentlichen Meinung, die von einer großen Fruchtbarkeit der Amazonasböden ausging. Mitte der 1970er-Jahre wurde er von brasilianischen Planern, die Pläne für eine umfassende agro-industrielle Entwicklung der Region entworfen hatten, heftig kritisiert. Wissenschaftlich arbeitete er vor allem mit dem brasilianischen Instituto Nacional de Pesquisas da Amazônia (INPA) in Manaus zusammen. Zusammen mit dessen Direktor Djalma Batista gründete er die Zeitschrift Amazoniana (ISSN 0065-6755).
In einem Interview im Jahr 1971 wies er darauf hin, dass eine Abholzung der Amazonaswälder zu einem Anstieg der Kohlendioxidkonzentration in der Luft führen würde. Die brasilianische Presse prägte daraus den Begriff der „Grünen Lunge des Planeten“ für die Amazonaswälder, in der Annahme, dass der Wald Sauerstoff an die Atmosphäre abgebe. Dies war jedoch eine Fehlinterpretation, da Sioli darauf hingewiesen hatte, dass ein Wald im Gleichgewicht des Wachstums genauso viel Sauerstoff verbraucht wie er produziert. Diese Fehlinterpretation regte jedoch die Diskussion über die Bedeutung der Amazonaswälder für den Klimaschutz an. Zahlreiche seiner Studenten gehören heute zu führenden Wissenschaftlern in der brasilianischen Wissenschaft und Administration.
Er erhielt für seine Arbeiten zahlreiche Auszeichnungen, so unter anderem im Jahr 2000 das Großkreuz des Ordem Nacional do Mérito Científico, die höchste brasilianische Auszeichnung für wissenschaftliche Arbeiten. Er war korrespondierendes Mitglied der Brasilianischen Akademie der Wissenschaften und Ehrenmitglied der Society for Trocial Ecology.
Die letzten Jahre seines Lebens widmete er dem Abfassen von Memoiren, von denen ein Auszug im Jahr 2007 veröffentlicht wurde.

## Festschrift und Memoiren
- Neotropische Ökosysteme. Festschrift zu Ehren von Prof. Dr. Harald Sioli (= Biogeographica. Band 7). Junk, The Hague 1976, ISBN 90-6193-208-4.
- Gelebtes, geliebtes Amazonien. Forschungsreisen im brasilianischen Regenwald zwischen 1940 und 1962. Herausgegeben und bearbeitet von Gerd Kohlhepp. Pfeil, München 2007, ISBN 978-3-89937-071-3.